# Лодевар
Лодевар (Лодебар ; др.-евр. לא דבר ; לו דבר‬ — «без пастбища», «пустое место» ) — библейский ветхозаветный город Галаатиды, в Заиорданской области (Заиорданье).

## Библейское повествование
В нём скрывался Мемфивосфей (Мефибошет), внук Саула, до самого того времени, как Давид призвал его к себе (2Цар. 9:4, 5).
Махир из Лодевара доставлял Давиду продовольствие в Маханаим (2Цар. 17:27).

## Критика
БЭАН приводит существовавшее мнение, что Лодевар был тождественен с городом Давиром, упоминаемымй в Книге Иисуса Навина (Нав. 13:26), но считает мнение безосновательным. В любом случае его точное положение неизвестно. Михаэлис и Кнобель находили этот город также в Нав. 13:26 (Лидебир), Грец также в Амос. 6:3 (параллельно с קדנים‬).